# Château de Selves
Pour les articles homonymes, voir Selve.
Le château de Selves est un château du XVIe siècle, remanié au XVIIe siècle situé dans le hameau de La Vinzelle sur la commune de Conques-en-Rouergue (dans l'ancienne commune de Grand-Vabre), dans le département de l'Aveyron, en France.
Le château de Selves fait l’objet d’un classement au titre des monuments historiques depuis le 31 août 1992.

## Historique
Il était anciennement possédé par la famille de Selves après l'avoir été par celle de Gausserand seigneurs de la Vinzelle et de Lamothe. Vers la fin du XVIIe siècle, il passa, par alliance, dans la maison des Cambefort, puis dans celle des Trédolat. Un  juge de paix de Maurs, en devint propriétaire par adjudication et le céda, en 1913, à M. Julien Poujade. Il est actuellement propriété de la famille Poujade.

## Description
Particularités intéressantes :
- Logis carré flanqué de tours d'angle à mâchicoulis ;
- Charpente ;
- Cheminées et boiseries ;
- Chapelle : plafond peint et peintures murales ;
- Grange-étable ;
- Séchoir à châtaignes (sécadou).